# Ivergny
Ivergny é uma comuna francesa na região administrativa de Altos da França, no departamento de Pas-de-Calais. Estende-se por uma área de 7,34 km². Em 2010 a comuna tinha 257 habitantes (densidade: 35 hab./km²).